# Puhary A
Puhary A – kolonia w Polsce położona w województwie lubelskim, w powiecie bialskim, w gminie Piszczac.
W latach 1975–1998 miejscowość należała administracyjnie do województwa bialskopodlaskiego.